# Дадвар, Дарья
Дарья Дадвар Хорасани (перс. دریا دادور خراسانی‎; род. 1971, Мешхед, Иран) — иранская оперная певица в диапазоне сопрано лирико-леггеро, проживает во Франции. Родилась в Мешхеде в семье гилянского происхождения. С детства имела склонность к пению, а ее мать, которая сама была художницей, сыграла в этом не последнюю роль. В 1991 году Дадвар отправилась во Францию, продолжила там свое обучение и в 2000 году получила диплом в области барочного пения. Дадвар смешивает местные и традиционные иранские песни с западными стилями и выработала свой особый стиль. Как тексты использует как классическую, так и современную иранскую поэзию. Кроме того, в своих живых выступлениях использует смесь восточных и западных инструментов, таких как фортепиано, скрипка,флейта, ченг и дохоль.
На 2018 год издала два альбома, оба записаны вживую. Первый альбом записан в 2004 году в Берлине, а второй, совместный, — в 2008 году в Торонто. В 2002 году в Тегеране приняла участие в опере Ростам и Сохраб в сопровождении Национального филармонического оркестра Армении под управлением Лориса Чкнаворяна, в котором исполняла партию Тахмины. Помимо сольной карьеры сотрудничает с другими артистами, такими как Хомай и музыкальной группой «صدای صلح» (Голос мира).

## Биография
Дочь Насрина Ормагана, родилась в 1971 году в Мешхеде. До пяти лет жила вместе с дедушкой и бабушкой, гилянцами по происхождению. Потом ее семья переехала в Тегеран, где она выросла. Сама себя считает и гилянкой и мешхедкой. С детства имела склонность к пению. Ее мать, которая была певицей и композитором и режиссером театра кукол, сыграла в этом не последнюю роль. В детстве Дадвар участвовала в школьных концертах. Дадвар в интервью вспоминала: «нашей учительницей пения была госпожа Симин Гадири, однажды она пришла и недовольно сказала: „к сожалению, уроки музыки запрещены, я вас покидаю“; и я даже помню, как она меня обняла и сказала: „пообещай мне, что станешь хорошей певицей“». После Исламской революции 1978 года все музыкальные классы во всех школах были закрыты и Дадвар вынуждена была продолжать изучать музыку дома с матерью. По ее словам, «пыталась еженедельно выучить одну песню, на персидском или английском».
С 1991 года проживает во Франции, куда отправилась к отцу изучать французский язык. Замужем и имеет двух детей, которых зовут Дарта и Далина. В 2005 году после концерта в Ванкувере (Канада) попала в автокатастрофу, которую в интервью назвала одним из самых горьких своих воспоминаний. С 2001 года проживает в Париже. Ее имя присутствует в списке «1000 самых важных женщин Ближнего Востока и арабского мира», а также в книге «Самые выдающиеся, самые важные и самые влиятельные женщины на Ближнем Востоке и в арабском мире».

## Академическое образование
Академическое образование Дадвар начала во Франции, куда отправилась в 1991 году, чтобы увидеть отца. В интервью сказала, что сначала хотела учиться на медицинском факультете, но по настоянию отца сама отказалась от этого решения. В 18 лет начала изучать оперную музыку под руководством португальской репетиторки Марии Сартовы в Тулоне. Затем в Тулузе продолжила специализированное образование. Вторым ее учителем была Жасмин Марторелл, а "последним своим основным учителем считает Анн Фондевиль. По словам самой Дадвар, в начале своего обучения работала на различных работах, таких как продажа художественных товаров в одной французской компании. В конце своего обучения сама начала давать уроки вокала. Эти работы позволили Дадвар накопить капитал для начала своей профессиональной деятельности. Образование в области музыки окончила в 2000 году в Тулузе. Имеет также степень магистра в области изобразительного искусства, которую получила в 1997 году. По ее словам, образование в этой области помогло ей развить креативный подход к собственному творчеству. Посещала классы профессионального мастерства мастеров музыки со всего мира, таких как Анна-Мария Бонди, Габриэль Бакер, Чарльз Бретт, Робер Дюме, Жиль Фельдман.

## Творческий стиль
Голос Дадвар находится в диапазоне сопрано лирико-леггеро. Она смешивает иранские песни и жанры с западными формами и выработала свой собственный стиль. Первое ее знакомство с оперой произошло, когда в 14 лет она посетила Пакистан. Работники школы города Тулон, в которой она изучала французский язык, организовывали музыкальные мероприятия среди студентов. Голос Дадвар услышали и предложили ей поступить в консерваторию. Сама Дадвар в интервью сказала, что предпочитает, чтобы ее не называли «оперной певицей», достаточно лишь «певицы», поскольку, по ее словам, ее работы — это смесь разных жанров. Она любит народные иранские песни, а также перепевать произведения старинных иранских певиц. На себя берет и составление песен и их аранжировки, и даже когда перепевает работы других исполнительниц, то перерабатывает их в собственном стиле. По ее словам, на нее повлияли такие певицы, как Гамар-ол-Молук Вазири, Элахех, Делькеш и Шуша. Имеет степень в вокальном стиле барокко и некоторое время посвятила средневековой музыке. Она соединяет стиль барокко с традиционной иранской музыкой. По ее словам, «вначале мастера музыки барокко не очень приветствовали это нововведение, и в начале 90-х никто не относился положительно к этому слиянию, но через некоторое время условия изменились в связи с ростом культурного обмена между стилями и методами. Сейчас это явление прижилось и нашло своих последователей и сторонников».
Дарья Дадвар говорит на персидском, французском (например, песни вместе с Беатрис Карамов) и английском языках, а также исполняет народные песни на многих языках и диалектах, распространенных в Иране, таких как курдский и гилянский. В интервью 2011 года утверждала, что исполняет песни на двенадцати различных языках. Когда же ее спросили, как ей это удается, то она ответила, что «поскольку во время обучения оперному пению нас заставляли изучать пять основных оперных языков, а именно английский, французский, немецкий, итальянский и латынь, и петь на этих языках, то мы научились эти языки анализировать. На самом деле, мы на этих языках не разговаривали, но изучали как анализировать каждое слово и предложение, их смысл, который в себе несет каждый стих…, поэтому должны были все это анализировать. Это давало способность быстро тренироваться различным языкам мира. Позже, когда мне давали песню на иврите или испанском, по-азербайджански или по-курдски, я могла без акцента петь и теперь не утратила эту способность».
Дадвар вспоминает два мюзикла, Звуки Музыки и Моя прекрасная леди, которые произвели на нее большое влияние. По ее словам, в 12 лет могла на английском и персидском спеть все песни, которые были в этих фильмах.
Имеет склонность петь современные песни, но говорит, что ее вдохновляют и произведения традиционной иранской музыки.
Для текстов своих песен выбирает как стихи современных поэтов, таких как Ферейдун Мошири, Мехди Ахаван Салес, Ирадж-Мирза, так и классических поэтов, таких как Хафиз Ширази.
В своей работе больше всего использует фортепиано и интерес к нему объясняет тем, что «этот инструмент не вызывает у людей усталости, и порой может заменить весь оркестр, иногда выполняет роль ритма, а иногда дает песни гармонию или мелодию, и ни один другой инструмент не имеет этой способности». Среди других инструментов, которые она использует: скрипка, флейта, ченг, дохоль и дудук.

## Концертная деятельность
По словам Дадвар, ее первый профессиональный концерт состоялся в 1999 году в Императорском театре в Компьени. Это были сольные партии из оперы «Иосиф в Египте (опера)» Этьенна Мегюля. В том же году состоялся первый ее концерт иранских народных песен в Авиньоне (Франция). В 1999 году получила золотую медаль от Национальной региональной консерватории Тулуза в области лирического сопрано, а затем в 2000 году диплом магистра в области барочного пения.
1999 года Дадвар приняла участие в фестивале культуры Омана, в 2000 году в фестивале органной музыки в Тулузе. В 2004 году исполнила сольный концерт персидском языке в Линкольн-центре.
В 2002 году в Тегеране приняла участие в опере Ростам и Сохраб в сопровождении Национального филармонического оркестра Армении под управлением Лориса Чкнаворяна, в котором исполняла партию Тахмины. Она и сама «не могла поверить», что такое может произойти, и говорит об этом, что «до момента, когда вышла на сцену, не знала, на самом ли деле мне это позволили. Не знала это просто розыгрыш или действительно такое случается?» И добавляет, что «я была очень счастливой, потому что для меня не может быть мечты заветнее, чем петь перед соотечественниками, в своей стране». Затем выступила в рамках Национального музыкального фестиваля в Концертный зал Рудаки, снова под дирижированием Лориса Чкнаворяна. В своем интервью говорила, что считает воспоминания о концертных выступлениях в Иране, «одним из самых запоминающихся моментов в моей концертной деятельности». Причиной выбора именно Дарьи Дадвар указывали то, что она имеет «измененный голос». Несмотря на то, что билеты поступили в продажу на несколько вечеров, в ответ на протесты некоторых членов полувоенной организации Басидж концерт состоялся только в первый вечер, а потом его отменили. Дадвар, которая, по собственным словам, выступала с официального разрешения музыкального центра Ирана, говорит, что причиной отмены была «молодость»: «возможно, если бы мне тогда было 70 лет, то никаких возражений не было бы, но из-за моей молодости программу отменили.» Причиной запрета женщинам выступать в Иране сольно она называет «политику», заявляя, что, «если бы мой инструмент в Иране не сломали, то я бы никогда не вернулась к музыке, да и скорее всего из-за интереса к медицине, стала бы врачом… но именно это ограничение утвердило меня в решении заняться музыкой, и стало причиной того, что когда я эмигрировала во Францию, в свободный мир, то сделала музыку своей профессией».
В 2005 году дала концерты в Ванкувере (Канада), Германии, Франции, Лондоне (Англия), а также в прямом эфире Би-би-си на фарси. В 2006 году состоялось несколько рециталов в Сан-Хосе и в Нью-Йорке, а также в Испании.
Сделала совместные программы с некоторыми другими артистами, такими как Хомай и музыкальной группой «صدای صلح» (Голос мира). В интервью от 2012 года Дарья заявила, что в связи с личной занятостью в последние годы меньше уделяла внимания концертной деятельности.
В интервью от марта 2011 года Дадвар рассказала, что ее аудиторией являются преимущественно люди молодого возраста, несмотря на то, что ожидает на большее внимание со стороны старшего поколения.

## Дискография
Выпустила два альбома. Другие материалы размещены на ее официальном сайте, а также канале YouTube и других сайтах. Ее перепевка первого национального гимна Ирана вызвала большой ажиотаж и собрала десятки тысяч просмотров на сайте YouTube. Среди других ее заметных работ песни «سطان قلبها» и «کوچه» Ферейдуна Мошири..
В интервью от 17 августа 2015 года по поводу выхода своего нового альбома Дадвар сказала, что «после тура по Швеции альбом записан вживую», и что в будущем должен выйти.
Первый альбом, который записан вживую во время концерта в Берлине в 2004 году, представляет собой иранскую традиционную музыку под звуки фортепиано и скрипок. Второй альбом, который сформировал ее нынешний стиль, является смесью иранской традиционной музыки с такими стилями, как джаз и блюз. Этот альбом записан в 2008 году вживую на концерте в Торонто во время Фестиваля Тирган.

### Живое выступление в Берлине (2004)
| №  | Название                 | Длительность |
| -- | ------------------------ | ------------ |
| 1. | «یک گل سایه چمن»         | 6:39         |
| 2. | «شبم تاریک»              | 5:23         |
| 3. | «ماه پیشانو»             | 4:23         |
| 4. | «بهار دلکش»              | 3:46         |
| 5. | «دردیمند»                | 6:06         |
| 6. | «هم‌نوازی پیانو و ویولون» | 5:17         |
| 7. | «جینگه جان»              | 2:47         |
| 8. | «میخوام برم کوه»         | 5:55         |
| 9. | «دوتا چشم سیاه داری»     | 6:16         |

### Живое выступление в Торонто (2008)
| №  | Название      | Длительность |
| -- | ------------- | ------------ |
| 1. | «ناز پرستو»   | 4:06         |
| 2. | «تاب بنفشه»   | 4:48         |
| 3. | «یاد من کن»   | 6:24         |
| 4. | «ماه پیشانو»  | 4:24         |
| 5. | «نوایی»       | 6:34         |
| 6. | «جینگه جان»   | 3:24         |
| 7. | «سرزمین من»   | 6:24         |
| 8. | «دلم می‌خواست» | 1:45         |